# World Anti-Communist League
World Anti-Communist League (WACL, Antikommunistiska Världsförbundet) är en internationell sammanslutning av en rad olika högerpartier, politiker och organisationer som definierar sig som antikommunister. Förbundet bilades formellt 1966 och initiativtagare till bildandet av organisationen var den Taiwanesiska diktatorn Chiang Kai-shek. Organisationens verksamhet var intimt förknippade med det kalla kriget. Förbundets främsta verksamheten bestod av årligt återkommande konferenser samt stöd till högerextrema organisationer och milisgrupper världen över. Sedan 1990 går förbundet under namnet World League for Freedom and Democracy (WLFD).
Begreppet kommunist kom att användas av förbundet för att beskriva (förutom kommuniststaterna) en rad demokratiska partier, fackföreningar, sociala sammanslutningar, liberala och socialistiska rörelser som förespråkar ekonomisk utjämning eller social rättvisa.

## Historia
WACL bildades som en paraplyorganisation för de två olika organisationerna; Asian Peoples' Anti-Communist League (APACL) samt Anti-Bolsjevik Bloc of Nations (ABN). APACL var i huvudsak en antikommunistisk frontorganisation grundad den 15 juni 1954 som under det kalla kriget sponsrades av diktaturregimerna i Taiwan, Sydkorea, Filippinerna och Sydvietnam. Det finns belägg för att verksamheten kontinuerligt samordnades av dessa länders underrättelsetjänster, samt bitvis även av amerikanska CIA. Under ett möte i Taiwan den 3 november 1966 beslöt APACL att man skulle expandera förbundet till att inkludera fler internationella antikommunistiska organisationer. WACL första kongress arrangerades sålunda den första april 1967 i Taiwans huvudstad Taipei. 

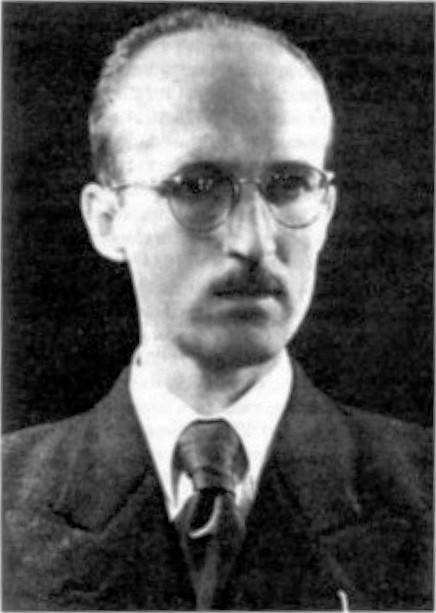
Antisemiten och nazistkollaboratören Jaroslav Stetsko var drivande i bildandet av förbundet Anti-Bolsjevik Bloc of Nations (ABN). ABN kom att bli tongivande i bildandet av WACL.

Förbundets mål formulerades som följande på WACL:s första världskongress i Taipei, 1967.
1. Genom att alla former av personlig konkat och genom massmedia sporra världens alla frihetsälskande folk att bekämpa och gäcka kommunistisk aggression och undergrävande verksamhet.
2. Bistå befrielserörelser i stater under kommuniststyre
3. Utveckla metoder i psykologisk och politisk krigföring för att avslöja och motverka kommunism.
4. Befrämja utbyte av information mellan frihetsälskande folk för att neutralisera kommunistisk taktik och strategi.
5. Att utbilda antikommunistiska ledare till att bygga en värld genomsyrad av frihet och besegra den kommunistiska faran.

På den första kongressers medverkade närvarade både Arvo Horm och moderaten Birger Hagård, den svenska sektionens andre och tredje ordförande. Efter kongressen bildades den svenska sektionen av WACL på hösten 1967. 

### Anti-Bolsjevik Bloc of Nations
En europeiska grenen, ABN, bildades redan 1943 och kom att bestå huvudsakligen av exilgrupper från Östeuropa som under andra världskriget fungerade som kollaboratörer till Nazityskland. ABN grundades av ukrainaren Jaroslav Stetsko, som dog i München 1988. Under kriget var Stetsko ledare för Organisationen för ukrainska nationalister (OUN) som 1941 grep makten i Ukraina. Stetsko utropade sig till premiärminister; i regeringsförklaringen deklarerade han fullt stöd till Adolf Hitler, och lovade att den ukrainska armén skulle kämpa tillsammans med Tyskland för att skapa en "Europeisk nyordning" Andra viktiga organisationer som deltog i grundandet av ABN var: Hungarist Movement (Ungerska Rörelsen), vars ledare Aprad Henney var före detta andreman i den tyska lydregimen i Ungern 1944 och en av dem som aktivt bidrog till förintelsen av landets judiska befolkning; Byelorussian Liberation Front (Vitryska Befrielsefronten) vars grundare Radislaw Ostorwsky ledde den nazistiska lydregimen i Minsk som ansvarade för förintelsen av cirka 250 000 vitryska judar; terrororganisationen HOP/Ustasa från Kroatien som även den samarbetade med Nazityskland under andra världskriget; samt den fascistiska organisationen Ärkeängeln Mikaels Legion (Järngardet) från Rumänien.

### 1970-talet och framåt
Genom ABN fanns det redan vid WACL:s grundande en tydlig fascistisk strömning som snart kom att dominera hela världsförbundets verksamhet, vilket inte minst avtecknade sig i rekryteringen av nya medlemsorganisationer till förbudet. Bland organisationerna som anslöts sig till WACL åren efter bildandet tillhörde bland annat dödsskvadronerna Alianza Anticomunista Argentina (AAA) som opererade i Argentina på 1970-talet, dödsskvadronen La Mano Blanco i Guatemala, det högerextrema partiet ARENA i El Salvador, den nynazistiska gruppen TECOS i Mexiko, fascistpartiet MSI i Italien och nazistgruppen CEDADE i Spanien.
Under sent 1970-tal anslöt sig Norges Antikommunistiska Förbund (NAF) till WACL. NAF var en frontorganisation grundad av den norska nynazisten Erik Blücher. I ett internt particirkulär (daterat den 20 maj 1979) understryker Blücher vikten av att kopplingen mellan det "respektabla" NAK och hans nazistorganisation Norsk front hålls hemlig; NAK bestod till största delen av norska nynazister.
WACL kom att vara särskilt aktiva i Latinamerika under 1980-talet. Bland annat kom man att stötta de olika terrororganisationerna som gick under samlingsnamnet Contras i Nicaragua. 
Förbundets främsta verksamheten kom att bestå av årligt återkommande konferenser samt stöd till högerextrema organisationer och milisgrupper världen över. Bland deltagarna i förbundets konferenser återfinns ett flertal europeiska och amerikanska parlamentariker ur olika politiska läger. WACL gav också finansiellt stöd åt olika högerorganisationer och antikommunistisk milis till exempel genom att erbjuda träning i psykologisk krigföring vid Political Warfare Cadres Academy i Taiwan.[källa behövs]
Under World Anti-Communist Leagues (WACL) världskongress i San Diego i USA (den 3-7 september 1984) deltog bland annat det turkiska fascistpartiet Nationella aktionspartiet (MHP) och dess ungdomsorganisation (och paramilitära avdelning) Grå vargarna. På kongressen deltog också den moderate riksdagsledamoten och forskaren Birger Hagård som var ordförande för den svenska delen av WACL under andra halvan av 1980-talet.
MHP och Grå vargarna ska också ha varit närvarande på WACL:s nästföljande kongress i Dallas (den 9-13 september 1985) som USA:s dåvarande president Ronald Reagan (in)officiellt ”värdade” för och den svenska avdelningen representerades då av Arvo Horm och Lars Eric Nyman.
Politiker som uttalat sitt stöd för WACL är bland annat USA:s före detta utrikesminister Alexander Haig och flertalet amerikanska konservativa senatorer. Även USA:s president Ronald Reagan skickade vid minst två tillfällen på 1980-talet stödtelegram till internationella WACL-möten. Den Republikanska senatorn och presidentkandidaten John McCain, satt i början av 1980-talet som styrelsemedlem i United States Council for World Freedom (den amerikanska grenen av WACL), McCain kom senare att säga att han lämnade organisationen 1984 och att han ombett organisationen att stryka hans namn från medlemslistan 1986. Dock kunde han aldrig styrka detta.
Ordförande för organisationen var i mitten av 1970-talet den taiwanesiske regeringstjänstemannen Ku Cheng-kang.
Förbundet erhöll 1991 status som en icke-statlig organisation inom FN, och erkändes som en permanent Non-governmental organization (NGO) 1993. Huvudkontor för organisationen finns i Taipei.

## Högerextrema element

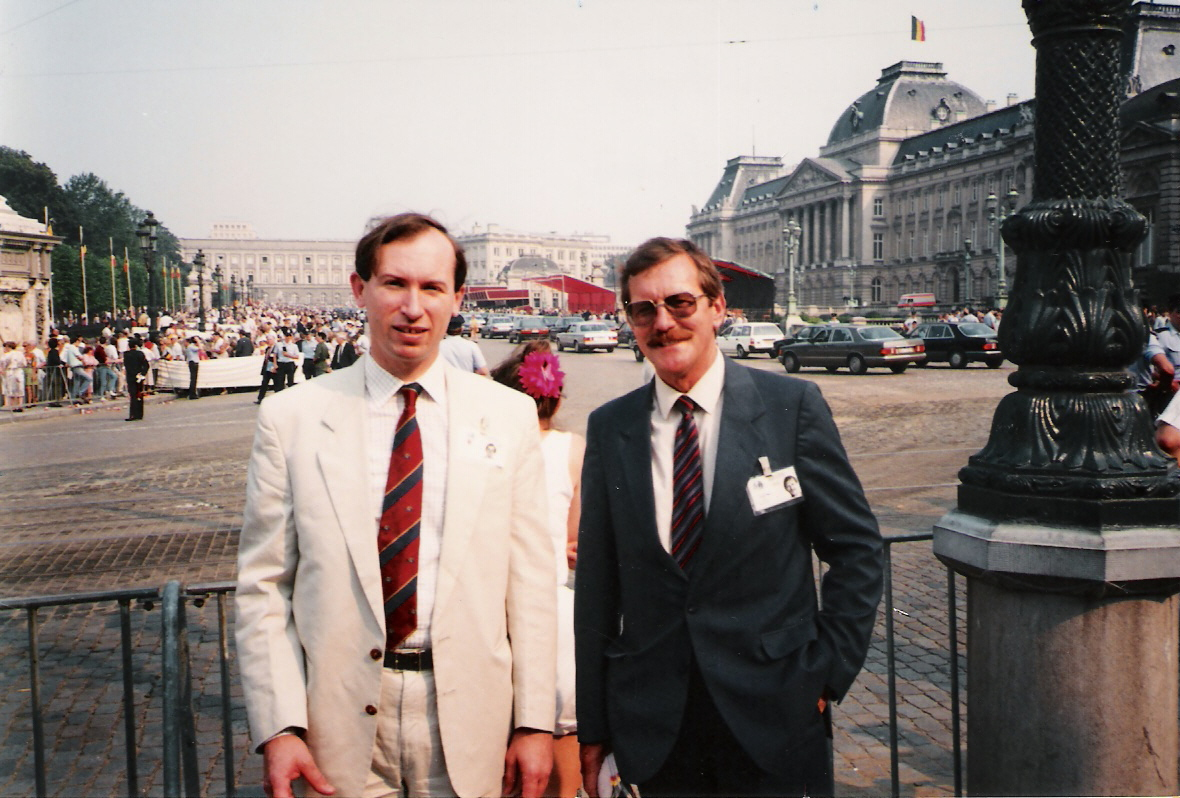
Den brittiska högerextremisten Gregory Lauder-Frost (tv) och den Sydafrikanska politikern och vit-makt profilen Clive Derby-Lewis (th) under WACL:s världskongress i Bryssel 1990.

WACL har ofta utmålats som en högerextrem organisation som bland annat består av latinamerikanska dödspatruller, antikommunistiska gerillor i Afrika, amerikanska högerextremister (bland annat Ku Klux Klan) och europeiska nationalsocialister. Men trots ett stort inslag av nazistiska och antisemitiska grupper i förbundet, liksom ett flertal mord- och terrorgrupper, kunde WACL under kalla kriget uppträda som en mer eller mindre rumsren organisation.
Sedan början av 1980-talet har förbundet ägnat stor möda åt att skapa en fasad av demokratisk respektabilitet. En företrädare för organisationen, Woo Jae-seung, medger att det förekommit att grupper eller personer som är antikommunistiska, men själva har en tvivelaktig ideologi, förekommit bland medlemsorganisationerna, men hävdar också att dessa uteslutits när detta uppdagats.[källa behövs]  Ett exempel på detta är den brittiska antisemiten och rasbiologen Roger Pearson, som blev förbundets ordförande 1978 men som kom att avgå från positionen redan 1980. Efter detta rensades också en del organisationer ut som släppts in i organisationen under hans ordförandetid.[källa behövs]
I mitten av 1980-talet utsågs den före detta Pentagongeneralen, John K Singlaub, till förbundets ordförande. Singlaub var aktiv i försöken att nylansera förbundet genom att utesluta några av de mest extrema medlemmarna. Samtidigt kom John K Singlaub (och en rad andra WACL-profiler) att figurerar i Iran-Contras-affären. Under sin världskongress i Bryssel 1990 tog förbundet beslut att byta namn till det mer neutrala World League for Freedom and Democracy (WLFD). Några övergripande organisatoriska förändring ingick dock inte i namnbytet.

## WACL i Sverige

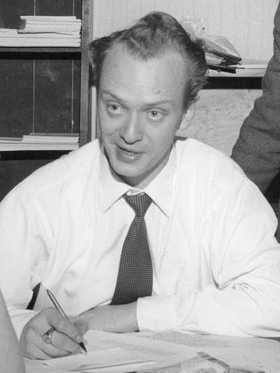
Den moderate riksdagsmannen Birger Hagård var ordförande för den svenska grenen av WACL under perioden 1984-1988.

I Sverige har en avdelning av WACL funnits sedan hösten 1967 och aktiviteten i förbundet från svenskt håll har skiftat under årens lopp. WACL:s svenska sektion har från början dominerats av högerextremister och personer med koppling till den svenska naziströrelsen. Den svenska organisationen har också präglats av ett starkt deltagande bland exilester i form av det Estniska Nationalrådet (som betraktade sig som Estlands legitima regering i exil) och högerextrema Baltiska kommittén som ansökte om att ansluta sig till förbundet i april 1985.
Under 1970-talet kretsade verksamheten kring den högerextrema organisationen Demokratisk Allians, som syftade till att skapa stöd för USA:s krigföring i Vietnam. DA:s ordförande Anders Larsson var under en tid av centralfigurerna i den europeiska samordningen av WACL. Även Carl G Holm, senare utgivare av den högerextrema tidskriften Contra, deltog i verksamheten på 1970-talet. Några av de andra svenska medlemsorganisationerna i förbundet har bland annat varit nazistiska Sveriges nationella förbund som blev medlem i förbundet 1979, Nordiska krigs- och FN-veteranförbundet (som samlade före detta krigsveteraner från bland annat Waffen-SS, Finska vinterkriget, FN-soldater och diverse legosoldater) och Kommittén för ett fritt Asien (KFA) som bildades 1965 för att stödja regimerna i Sydvietnam, Sydkorea och Thailand. 
Den 18-19 november 1979 besökte dåvarande ordförande för WACL, Roger Pearson, Stockholm i syfte att blåsa liv i det skandinaviska WACL-engagemanget. Bland de personer som han träffade fanns ledarna för Sveriges nationella förbund,  Åke Lindsten och Lars Göran Hedengård, och representanter för de norska nynazisterna i Norsk front. Svenskarna och norrmännen erbjöds att närvara vid en EUROWACL-konferens i Wien senare samma år. Ingen av svenskarna kunde dock närvara vid konferensen, men året därpå reste Åke Lindsten i sällskap med den norske nynazisten Tor Petter Hadland till WACL:s världskongress i Asunción i Paraguay. Detta möte väckte internationell uppmärksamhet, delvis beroende på att det arrangerats och finansierats personligen av landets diktator general Alfredo Stroessner. Bland mötesdeltagarna noterades bland annat ledaren för det italienska fascistpartiet MSI Giorgio Almirante, den spanska nazistledaren Blas Pinar och Mario Sandoval Alarcon, partiordförande för Guatemalas fascistparti Movimiento de Liberación Nacional (MLN) och ledare för dödsskvadronerna La Mano Blanco. Närvarande vid denna kongress var även svenska sektionens ordförande Arvo Horm samt Lars Eric Nyman från Demokratisk Allians och senare Contra.
Roger Pearson var entusiastisk över den svenska närvaron vid WACL-kongressen och rekommenderade även SNF som medlem i den europeiska sektionen EUROWACL. Åke Lindsten och SNF:s dåvarande styrelsemedlem Leif Christer Boström valdes till svenska representanter.
1984-85, i samband med ett byte av ordförande i WACL omorganiserades WACL-sektionen i en svensk och en estnisk del där den sistnämnda under namnet Estniska antikommunistiska rådet fortsatte med Arvo Horm som ordförande.
Den 23-25 oktober 1987 deltog Ulf Hamacher, aktiv i Stockholmssektionen av SNF, i en EUROWACL-konferens i Wien, när SNF firade sitt 70-årsjubileum. Den 17 oktober 1985, höll bland annat den dåvarande ordföranden för EUROWACL WIlhelm Landig, ett hyllningstal till SNF.
Andra svenskar med kopplingar till WACL är bland annat ekonomen Jan Tullberg, Adelaida Lemberg, Erland Högberg, den centerpartistiska politikern Helena Nilsson, Ann-Marie Asker, Mikhel Mathiesen, juristen och Contrasskribenten Bertil Häggman, Anders Larsson, antisemiten, förintelseförnekaren och författaren Christopher Jolin, Eric Brodin, Toomas Jürisoo, Ingemar Larsson, Jörgen Lundqvist, nazisten Åke Lindsten, den moderate riksdagsmannen Rolf Clarksson, Lennart Hansson, Carl-Eric Svensson, Sven Wissén och högerextremisten Börje Didong.
Ordförande för WACL i Sverige har varit: arkeologen Birger Nerman (1967-1970), exilesten Arvo Horm (1970-1984), den moderata riksdagsmannen Birger Hagård (1984-1988) och den finlandsfrivillige nazisten Åke J. Ek (1988-2011).

### Mordet på Olof Palme
I samband med Palmemordet fick förbundet uppmärksamhet som ett av polisutredningens många spåruppslag kopplat till svensk högerextremism. Det första tipset gällande WACL ska ha inkommit till Palmeutredningen i mars 1987. Senare, i november 1987, fick polisen in ett tips att Skånepartiets grundare Carl P. Herslow skulle ha kopplingar till WACL. Detta förnekades av Carl P. Herslow i senare förhör.

## WACL:s världskongresser
Sedan starten 1967 har förbundet årligen arrangerat en världskongress. Denna har genomförts i en rad olika städer världen över. I samband med förbudets 20-årsfirande 1987 utgav man en skrift där samtliga av dessa listades.  Nedanför följer en lista på en rad av WACL:s världskongresser, samt namnen på den svenska representationen vid dessa. 
Arvo Horm, Lars Eric Nyman
- 3-5/12 1969 Bangkok, Thailand

Arvo Horm, Bertil Häggman, Lars Eric Nyman
- 15–17/9 1970 Kyoto, Japan

Arvo Horm
- 21-26/7 1971 Quezon City, Filippinerna

Anders Larsson
- 23-28/8 1972 Mexico City, Mexiko

Carl G Holm
- 29/8-1/9 1973 London, England

Eric Brodin, Carl G Holm, Arvo Horm, Bertil Häggman, Erland Högberg, Christopher Jolin, Anders Larsson, Adelaida Lemberg
- 8-11/4 1974 Washington D.C., USA

Arvo Horm, Toomas Jürisoo
- 21-25/4 1975 Rio de Janeiro, Brasilien

Arvo Horm
- 30/4-3/5 1976 Seoul, Sydkorea

Arvo Horm
- 18-22/4 1977 Taipei, Taiwan

Arvo Horm
- 27/4-1/5 1978 Washington D.C., USA

Arvo Horm, Åke J Ek, Anders Larsson, Åke Lindsten
- 23-27/4 1979 Asunción, Paraguay

Arvo Horm, Åke Lindsten, Lars Eric Nyman
- 24-27/7 1980 Genève, Schweiz

Arvo Horm, Anders Larsson, Ingemar Larsson
- 3-7/8 1981 Taipei, Taiwan

Åke J Ek, Arvo Horm, Jörgen Lundqvist
- 6-9/12 1982 Tokyo, Japan

Anne-Mari Asker, Arvo Horm, Anders Larsson
- 20-23/9 1983 Luxemburg

Anne-Mari Asker, Arvo Horm, Anders Larsson
- 3-7/9 1984 San Diego, USA

Birger Hagård
- 9-13/9 1985 Dallas, USA

Arvo Horm, Lars Eric Nyman
- 7–10/9 1986 Luxemburg

Åke J Ek, Arvo Horm, Mikhel Mathiesen
- 16–23/8 1987 Taipei, Taiwan

Birger Hagård, Bertil Häggman
- 27–28/8 1988 Genève, Schweiz

Börje Didong, Åke J Ek, Carl-Eric Svensson, Sven Wissén
- 20–24/8 1989 Brisbane, Australien

Åke J Ek
- 21–26/7 1990 Bryssel, Belgien

- Ingen svensk representation
- 9–13/8 1992 Budapest, Ungern

Jemms CC Chang
- 22–25/10 1993 Berlin, Tyskland

Jemms CC Chang, Helena Nilsson
- 2–5/8 1994 Moskva, Ryssland

- Ingen svensk representation
27, 27-30/7 1995 New York, USA
- Ingen svensk representation
- 19–22/5 1996 Taipei, Taiwan

Rolf Clarksson, Åke J Ek, Lennart Hansson
- 16-19/9 1997 Washington D.C., USA

Åke J Ek
- 27-30/8 1998 Bangkok, Thailand